# Mezzanego
Mezzanego är en kommun i  storstadsregionen Genua, innan 2015 provinsen Genova, i regionen Ligurien i Italien. Kommunen hade 1 509 invånare (2018).